# Climatologia a Catalunya el 2009
La climatologia a Catalunya el 2009 va ser càlid a gairebé tot Catalunya. Pel que fa a les precipitacions, ha estat un any sec a la majoria de comarques, especialment als dos extrems del litoral i prelitoral. En canvi, la precipitació acumulada ha assolit la mitjana climàtica o fins i tot l'ha superat al Pirineu Occidental i en algunes comarques de l'interior.
La temperatura ha estat superior a la mitjana climàtica la majoria dels mesos, fet que explica que en conjunt el 2009 hagi resultat un dels anys més càlids de les darreres dècades. Tot i que del gener a l'abril la temperatura va ser similar o inferior a la mitjana climàtica a la majoria de comarques, a partir del maig tots els mesos van resultar càlids arreu del país excepte el setembre i el desembre. Entre els més càlids cal destacar els mesos de maig, juny, agost i novembre, quan es van enregistrar anomalies positives de temperatura superiors als 3 °C en alguns punts del país.
Pel que fa a la pluviometria, cal tenir en compte l'extrema irregularitat de la precipitació a Catalunya, que es manifesta a nivell diari, mensual i també anual, tal com s'ha tornat a demostrar l'any 2009. La precipitació anual ha superat la mitjana climàtica en alguns punts del país, com ara a gran part del Pirineu Occidental, mentre que en d'altres no s'ha assolit ni tan sols la meitat de la precipitació mitjana climàtica, com ha succeït al peu de l'Albera, al nord de l'Alt Empordà.
A nivell mensual també s'ha manifestat sovint aquesta irregularitat, fins al punt que la majoria de mesos han tingut característiques pluviomètriques oposades en zones relativament properes. De fet, només un parell de mesos, el gener i l'abril, han estat plujosos o molt plujosos en el conjunt del país. A l'altra extrem, el maig, l'agost i el novembre han resultat secs o molt secs a gairebé totes les comarques.
Cal destacar una sèrie de mesos consecutius, entre el maig i l'agost, en què la temperatura s'ha situat clarament per sobre de la mitjana climàtica arreu del país. Aquest període ha coincidit amb precipitacions molt escasses, de manera que l'època més càlida de l'any ha resultat seca i càlida arreu del país.

## Principals episodis
- Baixes temperatures i precipitacions generalitzades entre el 6 i el 9 de gener, amb nevades en cotes baixes a la meitat est del país el dia 6 i a l'extrem sud el dia 9.[1]
- Temporal de vent molt fort arreu del país el 24 de gener, amb ratxes superiors als 100 km/h a la meitat sud, a les cotes altes del Pirineu i al nord de l'Alt Empordà.[1]
- Nevada al Pirineu de 10 a 60 cm al fons de les valls i de fins a 1 metre en alguns cims l' 11 de febrer.[1]
- Entre el 28 de març i el 22 d'abril es produeixen diversos episodis de precipitacions generalitzades que acumulen quantitats molt abundants al Pirineu, Prepirineu i prelitoral tarragoní.[1]
- Una forta entrada d'aire càlid i vent de ponent en superfície provoquen temperatures màximes d'entre 35 i 40 °C a gran part del litoral i prelitoral el dia 23 de juliol.[1]
- Onada de calor amb temperatures màximes de fins a 40 °C a l'interior entre els dies 16 i 20 d'agost.[1]
- Pluges abundants i generalitzades, amb acumulacions de més de 100 mm al litoral i prelitoral central, així com en punts del Pirineu, entre els dies 20 i 22 d'octubre.[1]
- Temporal marítim i nevada abundant en cotes baixes de la meitat sud els dies 13 i 14 de desembre.[1]
- Temperatura més baixa de l'any a la major part del país entre els dies 19 i 21 de desembre.[1]
- Successives depressions afecten directament Catalunya entre els dies 21 i 31 de desembre, acumulant entre 100 i 200 mm de precipitació i importants gruixos de neu a la cara sud del Pirineu Occidental.[1]

## Temperatura
L'any 2009 ha resultat càlid a gairebé tot Catalunya, essent en general un dels més càlids de les darreres dècades, tot i que per darrere dels anys 2006 i 2003.
La temperatura mitjana anual depèn bàsicament de l'orografia i de la distància al mar, de manera que a Catalunya s'enregistren els valors més elevats prop de la costa. Així, i tal com mostra la figura 1, s'han superat els 16 °C de temperatura mitjana anual a la meitat sud del litoral, així com a l'àrea del Cap de Creus i en punts baixos de la Ribera d'Ebre. D'altra banda, la temperatura disminueix amb l'altitud, de manera que els valors més baixos s'enregistren als sectors elevats del país. Enguany, només s'ha enregistrat una temperatura mitjana anual inferior als 10 °C en altituds superiors als 1.000 metres del Pirineu i Prepirineu, així com a les zones més altes del massís del Montseny i dels Ports. A l'alta muntanya pirinenca, només les estacions situades per sobre dels 2.000 metres d'altitud han enregistrat temperatures mitjanes inferiors als 5 °C. Finalment, les estacions més elevades del Pirineu Occidental, situades a uns 2.500 metres, han enregistrat una temperatura mitjana anual entre els 2 i 3 °C.
La temperatura mitjana anual ha resultat entre 0,5 i 1,5 °C superior a la mitjana climàtica a gran part del país i les anomalies màximes s'han enregistrat al litoral central, punts de la Serralada Prelitoral, gran part de la Catalunya Central i alguns punts de les comarques de ponent. D'altra banda, la temperatura mitjana de l'any 2009 s'ha situat en valors propers a la mitjana climàtica al litoral i prelitoral nord, així com a gran part del Pirineu Occidental.
Tal com ja es va produir l'any 2008 i es va comentar al corresponent butlletí anual, el fet que l'anomalia càlida més accentuada s'enregistri a la ciutat de Barcelona suggereix que en part es pot explicar per la influència de l'illa de calor urbana existent a la ciutat. Pel que fa a les temperatures més baixes de l'any 2009, es van produir durant dos episodis, un entre el 6 i el 9 de gener i l'altre entre el 13 i el 21 de desembre. Tot i tractar-se de les fredorades més importants de l'any, en general les estacions de la XEMA no van superar els valors més baixos de la sèrie, de manera que no es va tractar d'onades d'aire fred excepcionals.
A les estacions d'alta muntanya (situades per sobre dels 1.800 metres d'altitud), la temperatura més baixa de l'any es va assolir en general el dia 19 de desembre, coincidint amb la principal entrada d'aire fred. L'excepció és l'estació de Núria (1.971 m), a la comarca del Ripollès, on la temperatura més baixa es va enregistrar durant la fredorada del mes de gener, més concretament el dia 8. La taula 3 mostra la temperatura mínima absoluta anual (Tnn) enregistrada a les estacions d'alta muntanya.
La temperatura mínima absoluta de l'any 2009 ha baixat per sota dels 0 °C a pràcticament tot el país i en general s'ha situat per sota dels -10 °C al Pirineu, entre els -5 i -10 °C a la major part de l'interior i del prelitoral i entre els -5 i els 0 °C prop de la costa. Només a la ciutat de Barcelona, punts del Maresme i del Delta de l'Ebre no s'ha produït cap glaçada en tot l'any.
Pel que fa a les temperatures més elevades de l'any 2009, cal destacar que en punts del litoral central i de la Costa Brava la temperatura màxima absoluta (Txx) ha estat semblant a la que s'ha assolit al Pla de Lleida i a la vall de l'Ebre, que són aquelles zones on s'acostumen a enregistrar les temperatures més altes del país. La situació del dia 23 de juliol, en la qual es va combinar una entrada d'aire molt càlid amb vent de ponent en superfície, va provocar que el termòmetre superés els 35 °C i s'acostés als 40 °C a molts punts del litoral i prelitoral.
Durant el mes d'agost es va produir una onada de calor que va tornar a provocar temperatures elevades durant força jornades i que van ser especialment altes entre els dies 16 i 20. Durant aquest episodi es van enregistrar les temperatures màximes absolutes de l'any (Txx) a la majoria de comarques interiors.

## Precipitació
Pel que fa a la precipitació, el 2009 ha estat un any sec a la majoria de comarques, especialment als dos extrems del litoral i prelitoral. En canvi, la precipitació acumulada ha assolit la mitjana climàtica o fins i tot l'ha superat al Pirineu Occidental i en algunes comarques de l'interior.
Les quantitats acumulades durant l'any 2009 arreu del país han estat molt variades, tal com correspon al clima de Catalunya. Les més escasses, inferiors als 400 mm i a la mitjana climàtica corresponent, s'han enregistrat als indrets climàticament més secs del país, com són la vall de l'Ebre i gran part del Pla de Lleida. Dins d'aquestes zones, els mínims de precipitació corresponen al tram final del Segre i a punts de la Ribera d'Ebre, on ni tan sols s'han assolit els 300 mm en tot el 2009. Tampoc s'han assolit els 400 mm al sud de les comarques de l'Urgell i la Segarra ni en alguns punts de la Costa Brava i del Camp de Tarragona.
A l'altre extrem, la precipitació anual del 2009 ha superat els 1.000 mm en alguns sectors de muntanya, però en aquesta ocasió només a les zones més altes del Pirineu i Prepirineu. Els màxims de precipitació, fins i tot superiors als 1.300 mm, s'han assolit a la cara sud del Pirineu Occidental, zona on s'enregistren precipitacions molt abundants quan es produeixen situacions amb flux del sud-oest en alçada com les ocorregudes els mesos d'abril i desembre de 2009.
Fora de l'àmbit de l'alta muntanya, la precipitació anual ha superat els 700 mm a les valls del Pirineu i Prepirineu, a les muntanyes de Prades i al massís del Montseny. A l'àrea dels Ports, on la precipitació acumulada el 2008 s'havia aproximat als 1.200 mm, durant el 2009 no s'han assolit ni tan sols els 700 mm. Finalment, a la majoria de comarques del litoral, prelitoral i de la Catalunya Central la precipitació anual s'ha situat entre els 400 i els 600 mm.
Comparant els valors de precipitació recollida durant l'any 2009 amb la mitjana climàtica, l'any ha estat sec a la major part del país. Concretament, la precipitació acumulada ha quedat per sota del 70% de la mitjana climàtica al tram final de l'Ebre i a les comarques de l'extrem nord-est, on fins i tot hi ha alguns punts on s'ha recollit menys del 50% de la mitjana climàtica, com ara al peu de la Serra de l'Albera. L'any també ha estat sec, amb precipitació anual entre el 70 i el 90% de la mitjana climàtica, a la resta de comarques del litoral i prelitoral, així com a la Catalunya Central, al Pirineu Oriental i a la Conca de Tremp.
D'altra banda, ha resultat plujós a la cara sud del Pirineu Occidental i en punts del nord de la Noguera, del nord d'Osona i del Pla d'Urgell. A la resta del país, la precipitació acumulada es pot qualificar de normal, ja que s'ha recollit entre el 90 i el 110% de la mitjana climàtica.
El 2009 va començar amb neu abundant a tot el Pirineu i gruixos de més d'1 metre en alguns sectors. Pel que fa al gruix màxim de l'any, si bé algunes estacions el van enregistrar després de la nevada de l'11 de febrer, en d'altres es va assolir a mitjans d'abril, després dels successius episodis de precipitacions que van afectar directament la cara sud del Pirineu Occidental. Posteriorment, les altes temperatures i l'absència de nevades del mes de maig van accelerar la fusió de la neu, que només era present de forma residual en algunes estacions a principis del mes de juny i que va desaparèixer ràpidament.
Després del període estival amb absència de neu, les EMA d'alta muntanya van enregistrar nevades poc importants a mitjans de setembre. Posteriorment, entre el 20 i el 22 d'octubre es van enregistrar nevades a tot el Pirineu, amb gruixos de fins a 40 cm en punts del Pirineu Occidental, tot i que la neu va romandre pocs dies a terra. Noves nevades van afectar tota la serralada durant els mesos de novembre i sobretot desembre, amb una cota de neu variable. Tot i que el terra d'algunes estacions va estar cobert de neu des de la fi de novembre, no és fins a la segona quinzena de desembre quan tot el Pirineu queda innivat.

## Anàlisi mensual

### Gener
Termomètricament el mes va resultar normal o fred a la major part de Catalunya, tret del sector nord del litoral tarragoní, punts del Garraf i la zona a cavall entre les comarques de la Noguera i del Pla d'Urgell, on va resultar lleugerament càlid. Pluviomètricament, va ser un mes normal o plujós a gran part del Principat. En canvi, va ser sec a àmplies zones del Prepirineu i del Pirineu Occidental, al sector nord de la comarca del Baix Empordà i a algunes àrees de la vall de l'Ebre.
L'episodi de precipitacions més destacable es va produir entre els dies 6 i 11, quan una baixa freda va afectar Catalunya i va provocar precipitacions generalitzades, una baixada important de la temperatura i nevades en cotes baixes, que van afectar la meitat est del país el dia 6 i l'extrem sud el dia 9. D'altra banda, el dia 8 de gener algunes estacions van assolir la temperatura mínima absoluta de l'any.
El 24 de gener es va produir un temporal de vent de ponent i mestral a la majoria de comarques, amb ratxes superiors als 100 km/h en una extensa àrea del centre i sud del país, en cotes altes del Pirineu i al nord de l'Alt Empordà. Cal destacar, fora de les àrees climàticament més ventoses del país, una zona amb ratxes màximes de vent superiors als 120 km/h al litoral i prelitoral central del país, on moltes estacions van superar la ratxa de vent més forta de la sèrie.

### Febrer
Termomètricament, el mes va resultar normal a la major part de Catalunya, si bé va ser fred a la Costa Brava, a les parts més elevades del Pirineu Occidental, als Ports, a les muntanyes de Prades i a la zona a cavall entre les comarques de l'Anoia i la Conca de Barberà. Contràriament, va resultar càlid a la Cerdanya, al litoral central, a àmplies zones del Priorat i la Ribera d'Ebre i a punts de la Catalunya central.
Pluviomètricament, va ser un mes sec a gran part del Principat, tret del litoral nord de Barcelona, la Costa Brava, la serralada pirinenca i prepirinenca, i a punts de l'interior de la Depressió Central, on va ser normal o plujós.
De l'1 al 3 de febrer es va produir un episodi de precipitacions que va afectar especialment el litoral central i la Costa Brava, on es van acumular més de 50 mm.
D'altra banda, una nevada va afectar tot el Pirineu l'11 de febrer i es van acumular gruixos d'entre 10 i 60 cm de neu al fons de les valls i de fins a 1 metre de neu nova a les cotes altes.

### Març
Termomètricament, el mes va resultar normal o càlid a la major part de Catalunya, si bé va ser fred a l'extrem nord-est i a punts de les comarques del Baix Ebre, del Montsià i del Segrià. Pluviomètricament, el març va ser normal o plujós a gran part del Principat, malgrat que al terç nord del país i a les terres de l'Ebre va resultar sec, i fins i tot molt sec a punts del Montsià.
L'episodi de precipitacions més important del mes es va produir entre els dies 28 i 31 i va provocar precipitacions generalitzades a tot el país, superiors als 50 mm en punts de la meitat est.
Cal destacar també l'episodi de vent del nord que es va produir entre els dies 5 i 7 després del pas d'un front que va afectar Catalunya i que va provocar ratxes màximes superiors als 100 km/h als dos extrems del país i en zones altes del Pirineu.

### Abril
El mes d'abril va ser, juntament amb el gener, l'únic de l'any 2009 plujós o molt plujós a pràcticament tot el país, fins al punt de ser l'abril més plujós dels darrers quinze anys a àmplies zones de la vall de l'Ebre i de la Catalunya Central, al Pirineu, al Prepirineu Occidental, i a les comarques del Priorat i del Tarragonès. De totes maneres, al sud de la Costa Brava el mes va resultar normal i, fins i tot, sec.
Diverses pertorbacions amb flux del sud-oest, sud o sud-est en alçada van afectar Catalunya durant l'abril, provocant precipitacions abundants a gran part del país i que en tot el mes van acabar acumulant més de 200 mm al Pirineu, a les muntanyes de Prades i en punts del Priorat. Fruit d'aquestes precipitacions, que sovint van ser en forma de neu al Pirineu, en algunes zones d'alta muntanya es va assolir el gruix de neu màxim de l'any 2009.
Pel que fa a la temperatura, el mes va resultar normal o fred a la major part de Catalunya, si bé va ser càlid al litoral central.

### Maig
El mes de maig va resultar oposat a l'abril, tant pel que fa al comportament tèrmic com al pluviomètric. Va ser un mes càlid a tot Catalunya i fins i tot molt càlid a la comarca de la Cerdanya, al Delta del Llobregat i a punts del Prepirineu, de la Depressió Central, de la Ribera d'Ebre i de la Terra Alta.
Pluviomètricament, va ser molt sec a totes les comarques, tret de les parts més elevades del Pallars Sobirà on va ser normal o plujós. Va ser el maig més sec dels darrers quinze anys a àmplies zones del litoral i del prelitoral tarragoní i a punts de les comarques de la Noguera, del Pla d'Urgell i del Segrià.
Entre els dies 19 i 24 de maig es va produir una situació de vents del sud que va provocar un ascens molt important de la temperatura, amb ambient gairebé estiuenc i temperatures màximes de més de 30 °C a l'interior. També es van produir algunes precipitacions dèbils, sovint acompanyades de fang.

### Juny
El juny va tenir unes característiques molt semblants a les del maig i va resultar càlid a pràcticament tota Catalunya o fins i tot molt càlid, amb anomalies entre 3 i 4,5 °C respecte de la mitjana climàtica, a les comarques del Priorat i la Terra Alta, al massís dels Ports i a gran part de la Ribera d'Ebre, així com a la ciutat de Barcelona. Només a les parts més elevades del Ripollès va ser un mes termomètricament normal.
Pel que fa a les precipitacions, el juny va ser sec en general, i fins i tot molt sec a gran part de la franja litoral, al prelitoral central i en alguns punts de les muntanyes de Prades i del Pla de Lleida. Tot i que les precipitacions van ser escasses en conjunt, es van produir algunes tempestes que localment van deixar quantitats molt abundants, com ara els 70,4 mm enregistrats a Orís (Osona) el dia 19 o els 50,4 mm a Organyà (l'Alt Urgell) el dia 25.
Els darrers dies del mes de juny l'ambient es va fer molt calorós a tot el país a causa de l'arribada d'una massa d'aire molt càlid del sud, que va provocar temperatures màximes de fins a 38 °C als punts més càlids de l'interior i superiors als 30 °C a bona part del litoral.

### Juliol
El juliol va tornar a ser un mes càlid a gran part de Catalunya, tot i que les anomalies respecte a la mitjana climàtica van ser inferiors a les dels dos mesos anteriors. Al quadrant nord-est del país, al Delta de l'Ebre i a punts del Prepirineu i del Prelitoral la temperatura va ser semblant a la mitjana climàtica.
Pel que fa a les precipitacions, i tal com sol passar en aquesta època de l'any, el juliol va estar marcat per l'elevada irregularitat. En una àmplia zona del centre del país el mes va ser normal o plujós, arribant a ser molt plujós al tram final del riu Llobregat, al nord de la comarca d'Osona i a punts de la Depressió Central. En canvi, va ser molt sec a gran part de la Costa Brava, a la comarca del Garraf, al nord del Pallars Sobirà i a punts de la depressió de l'Ebre.
Els ruixats i tempestes més destacables es van produir a les comarques del Pirineu i Prepirineu i van afectar de manera molt irregular aquesta àrea els primers dies del mes. Algunes d'aquestes tempestes van deixar quantitats de precipitació molt abundants, com ara els 76.6 mm d'Organyà (l'Alt Urgell) o els 55.9 mm d'Orís (Osona) enregistrats el dia 6.
D'altra banda, els dies 8 i 9 es van produir precipitacions abundants al litoral i prelitoral central, que van significar la major part de la precipitació mensual en aquests sectors.
Pel que fa a la temperatura, una massa d'aire molt càlid va afectar Catalunya entre els dies 21 i 23. Concretament, el dia 23 a les 00 UTC el radiosondatge de Barcelona va enregistrar una temperatura de 27,6 °C al nivell de 850 hPa (uns 1.500 metres d'altitud), que és el valor més elevat de la sèrie, iniciada l'any 1998. A més a més, el vent de ponent que bufava en superfície va provocar temperatures màximes entre els 35 i els 40 °C a bona part del litoral i prelitoral. En aquests sectors, les temperatures màximes del 23 de juliol van ser de les més altes dels darrers anys.

### Agost
Seguint la tònica dels tres mesos anteriors, el mes d'agost va tornar a ser càlid a la major part del país, especialment a punts de la costa central. La temperatura mitjana només es va situar en valors propers a la mitjana climàtica al litoral del Baix Empordà i a punts de la Conca de Barberà i de l'Anoia.
Cal destacar l'onada de calor que va afectar el país a mitjans de mes, sobretot entre els dies 16 i 20. A l'interior i en algunes zones del prelitoral es van enregistrar temperatures màximes entre els 35 °C i els 40 °C, valors que van ser els més elevats de l'any en aquests sectors. Al litoral, la temperatura va quedar per sota dels 35 °C en la majoria dels casos.
Pel que fa a les precipitacions, l'agost va ser sec en general i fins i tot molt sec a la major part del litoral i prelitoral, així com a la Segarra, al sud de l'Urgell i al nord de l'Anoia. En aquests sectors la precipitació mensual va quedar per sota dels 5 mm i fins i tot en alguns punts del litoral central no es va enregistrar precipitació apreciable en tot el mes. De fet, l'agost només va ser plujós en aquells indrets on es van enregistrar forts xàfecs, sempre molt localitzats, tal com va succeir en zones altes del Pallars Sobirà, al sector oriental del Montsec, al nord d'Osona, al nord del Segrià, al sud de la Noguera, al litoral nord de la comarca del Baix Ebre i en àrees de les Garrigues i del prelitoral Central.
Les tempestes més destacades van caure entre els dies 7 i 10 prop del Pirineu i en punts del prelitoral central. Es van recollir quantitats molt abundants en 24 hores com els 73,7 mm de Gurb (Osona) el dia 8 i els 69,8 mm de Castellbisbal (el Vallès Occidental) el dia 9.

### Setembre
El setembre va ser un mes sec en general, però cal destacar que la irregularitat en la distribució espacial de la precipitació va ser marcada, fruit del caràcter tempestuós de les precipitacions enregistrades.
D'aquesta manera, el mes va ser plujós a l'extrem sud, al prelitoral tarragoní, a les parts més elevades de l'Alt Urgell i del Pallars Sobirà, a la zona a cavall entre les comarques del Bages, del Berguedà i d'Osona, i a punts del pla de Lleida. L'episodi de precipitacions que va provocar les pluges més importants va ser entre els dies 27 i 30. Una depressió en alçada va afectar sobretot la meitat sud de Catalunya i es van acumular quantitats superiors als 100 mm en punts del Baix Ebre i el Montsià.
Pel que fa a la temperatura, el mes de setembre va resultar normal a Catalunya, tot i que va ser lleugerament càlid al litoral i prelitoral central i lleugerament fred al Pirineu Occidental, a l'extrem nord-est i en punts de la meitat oest del país. Cal destacar que el mes va començar amb temperatures elevades arreu i molt especialment a les Terres de l'Ebre, on el dia 3 es van enregistrar temperatures màximes superiors als 35 °C, excepcionals en un mes de setembre.

### Octubre
El mes d'octubre va tornar a ser càlid a Catalunya, arribant a ser molt càlid a punts de la Ribera d'Ebre i a les parts més elevades de la Cerdanya. En canvi, va resultar normal al sud de la Costa Brava.
Pel que fa a les precipitacions, l'octubre va tornar a estar marcat per la irregularitat en la seva distribució espacial, fruit del caràcter tempestuós de les precipitacions enregistrades. D'aquesta manera, va resultar plujós al prelitoral central, a la comarca del Barcelonès, a la serra del Montsec i a molts punts del vessant sud del Pirineu. En canvi, va ser un mes sec al quadrant nord-est i sud-oest del territori, arribant a ser molt sec a la serra de l'Albera i a les comarques del Baix Ebre, del Montsià i de la Terra Alta.
L'episodi de precipitacions més destacat del mes es va produir entre els dies 20 i 22, amb pluges generals a tot el país causades per un front molt actiu que creuà Catalunya entre els dies 20 i 21 i per la formació d'una profunda depressió davant del litoral central el dia 22. En tot l'episodi es van acumular quantitats superiors als 100 mm al litoral i prelitoral central, així com en alguns punts del Pirineu, on es va enregistrar la primera nevada abundant de la tardor, amb gruixos de fins a 50 cm en zones altes.

### Novembre
El novembre va ser un mes molt sec a la major part de Catalunya, ja que la precipitació només va superar els 20 mm a la serralada pirinenca i al nord-est del país, on el mes es pot qualificar de sec.
Només a la Vall d'Aran i a les parts més elevades de l'Alta Ribagorça i del Pallars Sobirà es va enregistrar una precipitació superior a la mitjana climàtica, a conseqüència de les abundants nevades que van caure a començaments de mes i que van acumular més de 50 cm de neu nova en aquest sector.
Pel que fa a la temperatura, el mes de novembre va resultar molt semblant a l'octubre i novament va ser càlid a Catalunya, i fins i tot molt càlid a punts del litoral central, de la comarca de l'Urgell i del Solsonès.
En canvi, va ser un mes termomètricament normal al sud de la Costa Brava i a la Vall d'Aran.
Cal destacar l'episodi d'altes temperatures que es va produir entre els dies 14 i 17, durant el qual gairebé la meitat de les estacions de la XEMA amb 10 anys o més de dades van enregistrar la temperatura màxima més elevada en un mes de novembre.

### Desembre
El mes de desembre va resultar meteorològicament molt variat, a causa de la gran quantitat de pertorbacions de diferents característiques que van afectar el Principat i que van provocar una distribució molt irregular de la precipitació. D'una banda, va ser un mes molt sec al quadrant nord-est, especialment a la comarca de l'Alt Empordà. De l'altra, va ser un mes molt plujós al vessant sud del Pirineu, al Prepirineu, a gran part de la Depressió Central i a punts del litoral i del prelitoral sud.
Termomètricament, va resultar un mes normal o lleugerament càlid a la major part del país, tot i ser lleugerament fred a l'extrem nord-est i en punts del Pirineu Occidental i de la Costa Daurada.
El primer dels episodis destacats va ser causat per una depressió freda en alçada que, juntament amb una baixa mediterrània, van provocar precipitacions abundants a la meitat sud de Catalunya, en forma de neu en cotes baixes i amb un temporal marítim destacable a tot el litoral. Es van acumular fins a 33 cm de neu a Prades (el Baix Camp) o 30 cm a Horta de Sant Joan (la Terra Alta) i es va enregistrar una onada de 6,70 metres d'alçada màxima a la boia del Cap de Tortosa.
Posteriorment, l'arribada d'aire fred des de l'interior del continent va provocar una baixada important de la temperatura. El dia 19 de desembre es va assolir la temperatura més baixa de l'any a les àrees d'alta muntanya, amb valors de fins a -18 °C a 2.500 metres d'altitud. L'endemà es van produir glaçades a pràcticament tot el país i un terç de les estacions amb 10 anys o més de dades van assolir la temperatura més baixa de la sèrie en un mes de desembre. A continuació, l'arribada d'una borrasca la matinada del dia 21, amb temperatures encara molt baixes en superfície, va provocar que durant unes hores la precipitació fos en forma de neu o de pluja gelant en zones baixes de l'interior i del prelitoral.
Entre els dies 21 i 31, les depressions atlàntiques que solen afectar directament el nord del continent europeu van circular més al sud del que és habitual, de manera que van afectar directament Catalunya, provocant precipitacions freqüents, ventades i importants canvis de temperatura. Aquests darrers dies de l'any es van acumular entre 100 i 200 mm de precipitació i importants gruixos de neu a la cara sud del Pirineu Occidental.